# Lekkoatletyka na Letnich Igrzyskach Olimpijskich 1904 – skok o tyczce

Skok o tyczce podczas igrzysk olimpijskich w 1904 w Saint Louis rozegrano 3 września 1904 na stadionie Francis Field należącym do Washington University. Startowało 7 lekkoatletów z 2 państw. Rozegrano tylko finał.

## Rekordy
| Rekord świata     | 3,69 | Norman Dole    | Berkeley (USA)  | 23 kwietnia 1904 |
| Rekord świata     | 3,69 | Fernand Gonder | Paryż (Francja) | 26 czerwca 1904  |
| Rekord olimpijski | 3,30 | Welles Hoyt    | Ateny (Grecja)  | 10 kwietnia 1896 |
| Rekord olimpijski | 3,30 | Irving Baxter  | Paryż (Francja) | 15 lipca 1900    |

## Finał
| lp | Imię i nazwisko | Wiek | Reprezentacja        | Wynik | Uwagi |
| -- | --------------- | ---- | -------------------- | ----- | ----- |
| 1  | Charles Dvorak  | 25   | Stany Zjednoczone    | 3,50  | OR    |
| 2  | LeRoy Samse     | 20   | Stany Zjednoczone    | 3,35  |       |
| 3  | Louis Wilkins   | 21   | Stany Zjednoczone    | 3,35  |       |
| 4  | Ward McLanahan  | 21   | Stany Zjednoczone    | 3,35  |       |
| 5  | Claude Allen    | 19   | Stany Zjednoczone    | 3,35  |       |
| 6  | Walter Dray     | 18   | Stany Zjednoczone    | nn    |       |
| 7  | Paul Weinstein  | 26   | Cesarstwo Niemieckie | nn    |       |

Wysokość 3,35 m pokonało 5 zawodników, Spośród nich tylko Charles Dvorak pokonał dwie następne wysokości i ustanowił rekord olimpijski. Miejsca czterech pozostałych zawodników zostały ustalone w dwóch fazach dogrywki. Dla Dvoraka mistrzostwo olimpijskie było rewanżem za konkurs na poprzednich igrzyskach, kiedy to opuścił stadion sądząc, że konkurs nie będzie rozegrany w niedzielę.